# Fundacja Le Jour Viendra
Fundacja Le Jour Viendra (właśc. Le Jour Viendra Foundation) – fundacja ustanowiona 20 listopada 2017 w Księstwie Liechtenstein przez Adama Karola Czartoryskiego. Nazwa fundacji (w tłumaczeniu z fr. "Nadejdzie dzień") jest jedną z dewiz rodowych Czartoryskich (obok zawołania "Bądź co bądź").
W skład władz fundacji wchodzą Peter Marxer Jun., Maciej Radziwiłł i Michał Sobański.
Fundacja otrzymała w formie darowizny od Fundacji Książąt Czartoryskich około 85 mln euro. Środki te pochodziły ze Skarbu Państwa a przekazało je Ministerstwo Kultury i Dziedzictwa Narodowego w ramach transakcji sprzedaży 86 tys. obiektów muzealnych (w tym w tym 593 obrazów m.in. Damy z gronostajem Leonarda da Vinci), budynków i biblioteki Muzeum Książąt Czartoryskich w Krakowie.
Wg Macieja Radziwiłła fundacja ma w statucie wpisane te same cele, co krakowska fundacja Książąt Czartoryskich. Nie ma w nich jedynie punktu opieki nad zbiorami, bo zostały one zakupione przez państwo polskie. Według celów statutowych podanych w rejestrze, fundacja ma wspierać projekty naukowe, w tym publikacje, praktyki studenckie, zakup wyposażenia dla szkół i uczelni, programy kulturowe, stypendia naukowe dla osób polskiego pochodzenia mieszkających poza za jej granicami. Projekty te mają być w szczególności realizowane w miejscowościach, które mają historyczny związek z rodzinami fundatorów lub z rodzinami z nimi spokrewnionym. Fundacja ma też zajmować się renowacją zabytków i pomników historii oraz obiektów upamiętniających rodziny darczyńców, beneficjentów lub rodziny z nimi spokrewnione. Ma też wspierać edukację młodzieży z Polski (m.in. beneficjentów i członków rodzin fundatorów) i pochodzącej z terenów dawnej Rzeczypospolitej Obojga Narodów.
W 2018 r. Najwyższa Izba Kontroli podjęła próbę kontroli fundacji. Otrzymała odpowiedź z Agencji Nadzoru Fundacji Księstwa Liechtenstein, iż „sprawozdania opracowywane i dostarczane przez organy kontroli zajmujące się fundacjami, nadzorowane przez Agencję Nadzoru Fundacji, nie są upubliczniane oraz nie mogą być udostępniane instytucjom zagranicznym”.